# Cote air santé
Pour les articles homonymes, voir CAS.
La Cote air santé (CAS) est au Canada un indice gradué conçu pour aider à comprendre les impacts de la qualité de l’air sur la santé. Il s’agit d’un outil de protection de la santé qui permet de prendre des décisions quant à la durée de l’exposition à la pollution de l’air ou à l’intensité des activités pendant les périodes de pollution élevée. 
La CAS fournit également des conseils et propose des changements de comportement qui permettent d’améliorer la qualité de l’air et de réduire l’empreinte écologique. Une attention particulière est accordée aux personnes sensibles à la pollution de l’air. Des conseils leur sont donnés sur les moyens à prendre pour protéger leur santé pendant les épisodes de pollution présentant des risques faibles, modérés, élevés ou très élevés.

## Historique
Les normes de qualité de l'air provinciales permettent depuis plusieurs années de rapporter la qualité de l’air au Canada. La norme repose sur des objectifs de gestion de la qualité l’air, qui visent le plus bas taux de pollution de l’air, et non pas exclusivement de santé humaine. La CAS a été développée dans un but différent, soit celui d’informer sur les risques de la pollution de l’air spécifiques à la santé. Ainsi, la CAS représente un changement de paradigme dans la communication de la qualité de l’air au public. 
La CAS est un programme fédéral coordonné conjointement par Santé Canada et Environnement Canada et qui est rendu possible grâce à l’implication et le support des provinces, des municipalités et des organisations non gouvernementales. Du suivi de la qualité de l’air à la communication du risque pour la santé, en passant par l’engagement dans la communauté, les partenaires locaux sont responsables de la grande majorité du travail relié à l’implantation de la CAS. Mise en place de façon progressive à travers le Canada, la CAS remplacera l’IQA pour devenir la référence publique sur la qualité de l’air.
Lancé à titre de projet pilote en Colombie-Britannique et en Nouvelle-Écosse en 2005, la CAS est actuellement disponible dans 49 communautés à travers le Canada.

## La CAS
La CAS est basée sur un indice de 1 à 10+ qui indique le niveau de risque pour la santé associé à la qualité de l'air local. Parfois, lorsque la pollution de l’air est très élevée, ce chiffre peut être supérieur à 10. La CAS fournit la valeur actuelle de la qualité de l’air, la prévision maximale prévue pour la journée, la soirée et le lendemain, ainsi que les conseils de santé.
| 1 | 2 | 3 | 4 | 5 | 6 | 7 | 8 | 9 | 10 | + |

| Risque: | Faible (1-3) | Modéré (4-6) | Élevé (7-10) | Très Élevé (plus que 10) |

On sait maintenant que même de faibles niveaux de pollution atmosphérique peuvent causer de l’inconfort chez les personnes vulnérables. L’indice a donc été conçu comme un continuum : plus le chiffre est élevé, plus le risque pour la santé est grand et plus il faut prendre de précautions. Un niveau de risque faible, modéré, élevé ou très élevé est associé à ces chiffres, et des mesures sont suggérées pour réduire l’exposition à la pollution.
| La cote air santé catégories de risque et messages santé | La cote air santé catégories de risque et messages santé | La cote air santé catégories de risque et messages santé                                                                                        | La cote air santé catégories de risque et messages santé |
| Risque pour la santé                                     | Cote air santé                                           | Message santé | Message santé |
| -------------------------------------------------------- | -------------------------------------------------------- | --- | --- |
|                                                          |                                                          | Population touchée* | Population en général |
| Faible risque                                            | 1 à 3                                                    | Profitez de vos activités habituelles en plein air.                                                                                             | Qualité de l'air idéale pour les activités en plein air |
| Risque modéré                                            | 4 à 6                                                    | Envisagez de réduire ou de réorganiser les activités exténuantes en plein air si vous éprouvez des symptômes.                                   | Aucun besoin de modifier vos activités habituelles en plein air à moins d'éprouver des symptômes comme la toux et une irritation de la gorge.                |
| Risque élevé                                             | 7 à 10                                                   | Réduisez ou réorganisez les activités exténuantes en plein air. Les enfants et les personnes âgées devraient également modérer leurs activités. | Envisagez de réduire ou de réorganiser les activités exténuantes en plein air si vous éprouvez des symptômes comme la toux et une irritation de la gorge.    |
| Risque très élevé                                        | Plus de 10                                               | Évitez les activités exténuantes en plein air. Les enfants et les personnes âgées devraient également éviter de se fatiguer en plein air.       | Réduisez ou réorganisez les activités exténuantes en plein air, particulièrement si vous éprouvez des symptômes comme la toux et une irritation de la gorge. |

## Comment calcule-t-on la CAS?
L’équation de la CAS est basée sur la relation observée entre certains polluants dioxyde d'azote (NO2), ozone au sol (O3),particules fines (PM2.5) et la mortalité, des données provenant d’une recherche réalisée dans plusieurs villes canadiennes. Ces trois polluants peuvent en effet représenter des risques pour la santé, même à de faibles niveaux d’exposition, particulièrement chez des personnes ayant déjà des problèmes de santé. 
Lors du développement de la CAS, cinq principaux polluants de l’air avaient été considérés dans  l’analyse initiale des effets sur la santé par Santé Canada. Cependant, le dioxyde de soufre (SO2) et le monoxyde de carbone (CO) ont été retirés de l’équation en raison du peu d’information qu’ils pouvaient fournir quant aux effets sur la santé. La CAS ne mesure pas les effets de l’odeur, du pollen, de la poussière, de la chaleur ou de l’humidité.

## Êtes-vous à risque?
La CAS vise deux groupes : le grand public et les personnes vulnérables. Ce dernier comprend les enfants, les personnes âgées et les personnes souffrant de maladies respiratoires ou cardiovasculaires comme asthme, les personnes atteintes de diabète sucré et les personnes atteintes de maladie pulmonaire ou cardiaque.
Les enfants sont plus vulnérables à la pollution atmosphérique car leur appareil respiratoire et leur système immunitaire sont moins développés. Ils inspirent une plus grande quantité d’air par kilogramme de poids corporel que les adultes. Leur métabolisme élevé et leur jeune système immunitaire les rendent plus sensibles à la pollution atmosphérique. 
Les personnes âgées courent aussi un risque accru en raison de la faiblesse de leur cœur, de leurs poumons et de leur système immunitaire, en plus d’être susceptibles d’avoir des problèmes de santé, tels que des maladies cardiaques et respiratoires.
L’exposition aux polluants atmosphériques peut causer une variété de symptômes. Les personnes atteintes d'une maladie pulmonaire ou cardiaque peuvent observer une augmentation de la fréquence ou de la gravité de leurs symptômes et être amenées à prendre plus de médicaments. On recommande aux personnes vulnérables de prendre de plus grandes précautions.

## CAS et mode de vie
Environnement Canada recommande de consulter la CAS pour vérifier la qualité de l’air et les prévisions dans votre municipalité avant d’aller au travail ou de pratiquer ou planifier une activité à l’extérieur, que ce soit pour la prochaine heure ou pour toute la journée. Les personnes âgées, les parents, les personnes souffrant d’asthme, de diabète ou d’une maladie cardiaque ou pulmonaire peuvent utiliser la CAS pour évaluer le risque immédiat de la pollution de l’air sur leur santé et agir en vue de réduire ce risque. Les personnes en santé, en bonne forme physique et actives ont également intérêt à la consulter afin de décider quand et dans quelles conditions elles peuvent faire du sport ou travailler dehors. 
La meilleure façon d’utiliser la CAS est de la consulter régulièrement, d’être à l’écoute de ses symptômes personnels et d’agir en fonction de l’indice courant. Par exemple, une personne qui ressent des symptômes lorsque la CAS est de six doit prendre des précautions lorsque la CAS est de six ou plus en suivant les conseils de santé correspondant au niveau de risque. Lorsqu’une personne sait à partir de quelle cote des symptômes se manifestent, elle doit prendre l’habitude de consulter les prévisions maximales de la CAS pour planifier ses activités. 
La CAS est facilement accessible sur Internet : http://www.meteo.gc.ca et MétéoMédia. Elle est disponible tout au long de la journée sur MétéoMédia ainsi que dans les bulletins météo et de la circulation routière diffusés par les médias locaux.